# 觀塘避風塘
22°18′42″N 114°12′51″E / 22.31167°N 114.21417°E
觀塘避風塘位於香港九龍觀塘，出入口設於避風塘的東南方。
避風塘兩旁沿岸設有公園可供遊人散步，是觀塘及啟德其中一個休憩點。面積約33公頃。

## 市民反對填海
發展局局長黃偉綸於2021年立法會指出，『 一九九八年完成的「東南九龍發展可行性研究」曾建議在啟德進行填海發展，包括填平整個觀塘避風塘。然而，鑑於市民對填海範圍的強烈反對，政府於一九九九年至二〇〇一年進一步展開「東南九龍發展修訂計劃的整體可行性研究」，把建議的填海面積大幅縮減。就觀塘避風塘而言，填海範圍由整個避風塘減至只包括避風塘的北部。』他亦補充：『現階段政府沒有計劃於觀塘避風塘進行大規模填海工程，在現階段政府亦沒有計劃對《保護海港條例》進行修訂。』

## 外部連結
维基共享资源上的相關多媒體資源：觀塘避風塘